# Košarkaška liga Srbije 2012-2013
La Košarkaška liga Srbije 2012-2013 è stata la 7ª edizione del massimo campionato serbo di pallacanestro maschile. La vittoria finale è stata ad appannaggio del Partizan Belgrado.

## Regular season

### Classifica Prva liga
|     | Squadra               | G  | V  | P  | PF    | PS    | Diff | Pt. | Qualificazione                         |
| --- | --------------------- | -- | -- | -- | ----- | ----- | ---- | --- | -------------------------------------- |
| 1.  | Vojvodina Srbijagas   | 26 | 20 | 6  | 2.222 | 1.967 | +255 | 46  | superliga                              |
| 2.  | Mega Vizura Belgrado  | 26 | 20 | 6  | 2.305 | 2.068 | +237 | 46  | superliga                              |
| 3.  | Metalac Valjevo       | 26 | 16 | 10 | 1.981 | 1.933 | +48  | 42  | superliga                              |
| 4.  | Konstantin Niš        | 26 | 15 | 11 | 1.899 | 1.789 | +110 | 41  | superliga                              |
| 5.  | Sloboda Užice         | 26 | 15 | 11 | 1.987 | 1.971 | +16  | 41  | superliga                              |
| 6.  | Vršac                 | 26 | 14 | 12 | 2.136 | 2.130 | +6   | 40  |                                        |
| 7.  | Radnički FMP Belgrado | 26 | 14 | 12 | 1.981 | 1.893 | +88  | 40  |                                        |
| 8.  | Borac Čačak           | 26 | 13 | 13 | 1.942 | 1.957 | -15  | 39  |                                        |
| 9.  | OKK Belgrado          | 26 | 12 | 14 | 2.134 | 2.156 | -22  | 38  |                                        |
| 10. | Tamiš Pančevo         | 26 | 11 | 15 | 1.926 | 1.921 | +5   | 37  |                                        |
| 11. | Smederevo 1953        | 26 | 10 | 16 | 1.960 | 2.030 | -70  | 36  |                                        |
| 12. | Sloga Kraljevo        | 26 | 9  | 17 | 2.041 | 2.223 | -182 | 35  |                                        |
| 13. | Radnički Belgrado     | 26 | 8  | 18 | 1.944 | 2.074 | -130 | 34  |                                        |
| 14. | Jagodina              | 26 | 5  | 21 | 1.888 | 2.234 | -346 | 31  | retrocessa in Košarkaška liga Srbije B |

### Classifica Superliga
|    | Squadra                       | G  | V  | P  | PF    | PS    | Diff | Pt. | Qualificazione |
| -- | ----------------------------- | -- | -- | -- | ----- | ----- | ---- | --- | -------------- |
| 1. | Partizan mt:s Belgrado        | 14 | 12 | 2  | 1.195 | 935   | +260 | 26  | playoffs       |
| 2. | Stella Rossa Telekom Belgrado | 14 | 11 | 3  | 1.143 | 1.015 | +128 | 25  | playoffs       |
| 3. | Mega Vizura Belgrado          | 14 | 9  | 5  | 1.142 | 1.104 | +38  | 23  | playoffs       |
| 4. | Vojvodina Srbijagas           | 14 | 8  | 6  | 1.113 | 1.074 | +39  | 22  | playoffs       |
| 5. | Radnički Kragujevac           | 14 | 7  | 7  | 1.112 | 1.064 | +48  | 21  |                |
| 6. | Metalac Valjevo               | 14 | 4  | 10 | 1.064 | 1.112 | -48  | 18  |                |
| 7. | Sloboda Užice                 | 14 | 4  | 10 | 938   | 1.223 | -285 | 18  |                |
| 8. | Konstantin Niš                | 14 | 1  | 13 | 923   | 1.103 | -180 | 15  |                |

## Playoffs
|  | Semifinali   | Semifinali   | Semifinali   |              |          | Finale   | Finale | Finale |  |
|  |              |              |              |              |          |          |        |        |  |
|  | Partizan     | Partizan     | 2            |              |          |          |        |        |  |
|  | Partizan     | Partizan     | 2            |              |          |          |        |        |  |
|  | Vojvodina    | Vojvodina    | 0            |              |          |          |        |        |  |
|  | Vojvodina    | Vojvodina    | 0            |              | Partizan | Partizan | 3      |        |  |
|  |              |              |              |              | Partizan | Partizan | 3      |        |  |
|  |              |              | Stella Rossa | Stella Rossa | 1        |          |        |        |  |
|  | Stella Rossa | Stella Rossa | Stella Rossa | Stella Rossa | 1        | 2        |        |        |  |
|  | Stella Rossa | Stella Rossa |              |              |          |          |        |        |  |
|  | Mega Vizura  | Mega Vizura  | 1            |              |          |          |        |        |  |

| Košarkaška liga Srbije 2012-2013 |
| -------------------------------- |
| Partizan 7º titolo               |

## Squadra vincitrice
| N° | Naz.                            | Ruolo | Sportivo             |  | Alt. |  |
| -- | ------------------------------- | ----- | -------------------- |  | ---- |  |
| 4  | Serbia (bandiera)               | AP    | Mihajlo Andrić       |  | 201  |  |
| 7  | Francia (bandiera)              | C     | Joffrey Lauvergne    |  | 210  |  |
| 8  | Serbia (bandiera)               | C     | Nikola Milutinov     |  | 212  |  |
| 9  | Francia (bandiera)              | P     | Léo Westermann       |  | 198  |  |
| 10 | Bosnia ed Erzegovina (bandiera) | P     | Nemanja Gordić       |  | 192  |  |
| 11 | Serbia (bandiera)               | A     | Vladimir Lučić       |  | 202  |  |
| 12 | Serbia (bandiera)               | GA    | Dragan Milosavljević |  | 198  |  |
| 13 | Serbia (bandiera)               | G     | Bogdan Bogdanović    |  | 198  |  |
| 14 | Serbia (bandiera)               | C     | Đorđe Gagić          |  | 210  |  |
| 15 | Serbia (bandiera)               | C     | Dejan Musli          |  | 212  |  |
| 22 | Serbia (bandiera)               | A     | Marko Čakarević      |  | 202  |  |
| 31 | Serbia (bandiera)               | AG    | Branislav Đekić      |  | 207  |  |
| 44 | Lettonia (bandiera)             | AP    | Dāvis Bertāns        |  | 208  |  |
|    | Montenegro (bandiera)           | All.  | Duško Vujošević      |  |      |  |

## Premi e riconoscimenti
- MVP regular season:  Boban Marjanović, Mega Vizura
- MVP playoffs:  Dragan Milosavljević, Partizan